# Malý Radkov
Malý Radkov je samota, část města Hartmanice v okrese Klatovy v Plzeňském kraji. Nachází se asi tři kilometry jihovýchodně od Hartmanic. Malý Radkov leží v katastrálním území Zálužice I o výměře 0,78 km². Mezi Malým a Velkým Radkovem stojí Radkovská pec, zvaná také Smolná.

## Historie
První písemná zmínka o vesnici pochází z roku 1542.

## Obyvatelstvo
| Rok            | 1869 | 1880 | 1890 | 1900 | 1910 | 1921 | 1930 | 1950 | 1961 | 1970 | 1980 | 1991 | 2001 | 2011 | 2021 |
| -------------- | ---- | ---- | ---- | ---- | ---- | ---- | ---- | ---- | ---- | ---- | ---- | ---- | ---- | ---- | ---- |
| Počet obyvatel | 25   | 29   | 40   | 32   | 18   | 0    | 18   | 0    | 11   | 7    | 3    | 3    | 6    | 4    | 5    |
| Počet domů     | 5    | 5    | 6    | 5    | 4    | 6    | 4    | 0    | 0    | 2    | 2    | 2    | 2    | 2    | 3    |

## Obecní správa
Při sčítání lidu v letech 1850–1899 Malý Radkov byl osadou obce Štěpanice v okrese Sušice. V následujícím období byla samota úředně zrušena a jako část města Hartmanice byla obnovena roku 1960 v okrese Klatovy.